# Olympic Nice Natation

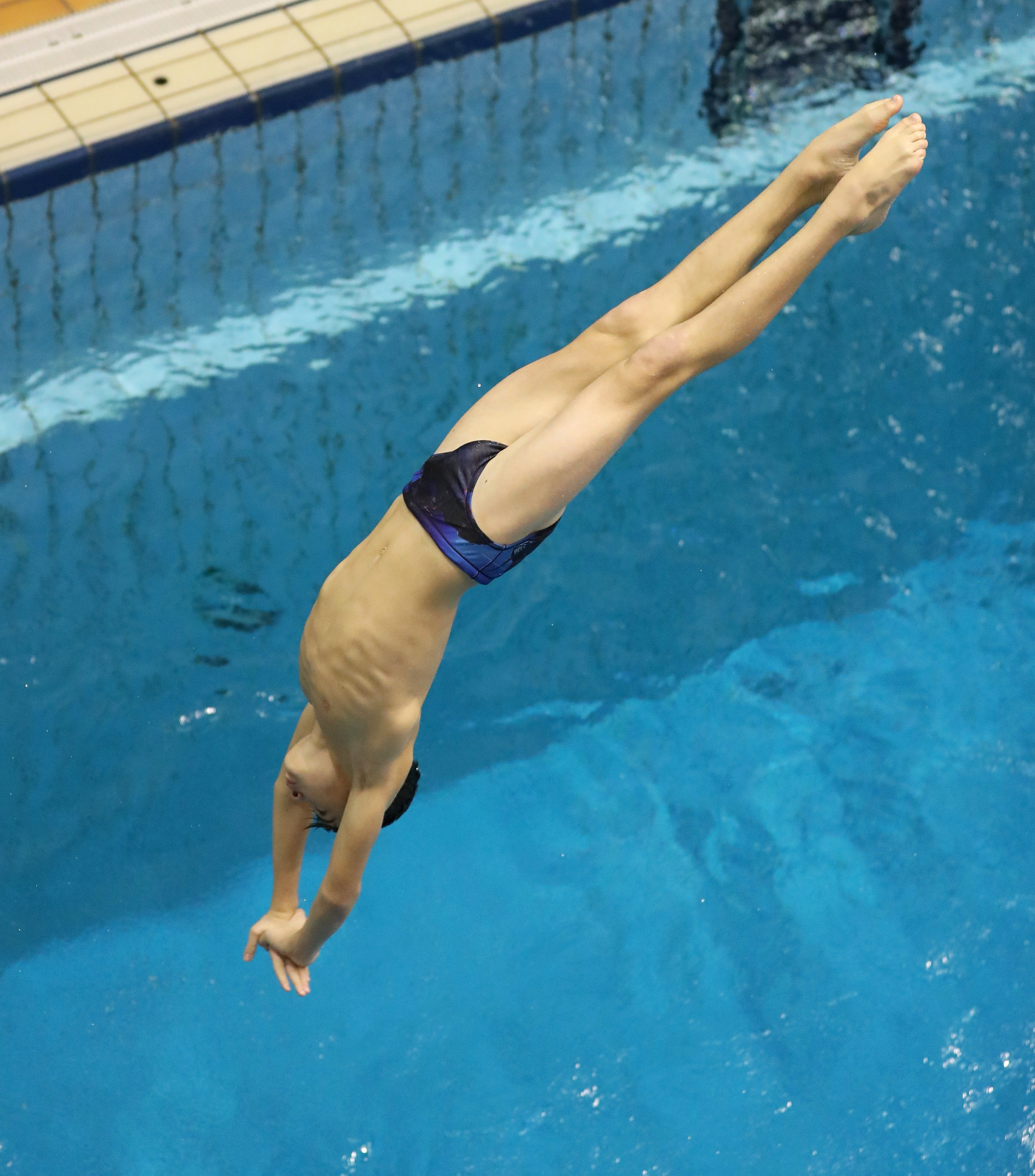
Saltador de Olympic Nice Natation

El Olympic Nice Natation es un club acuático francés con sede en la ciudad de Niza.
En el club se practican varias deportes: waterpolo, natación, natación sincronizada y triatlón.

## Historia
Entre los nadadores destacados del club ha estado Camille Muffat, ganadora de medallas en campeonatos de Europa.

## Palmarés de waterpolo
- 8 veces campeón de la liga de Francia de waterpolo masculino (1997-2004)
- 5 veces campeón de la liga de Francia de waterpolo femenino (2007, 2009-12)